# Rogue River Ranch

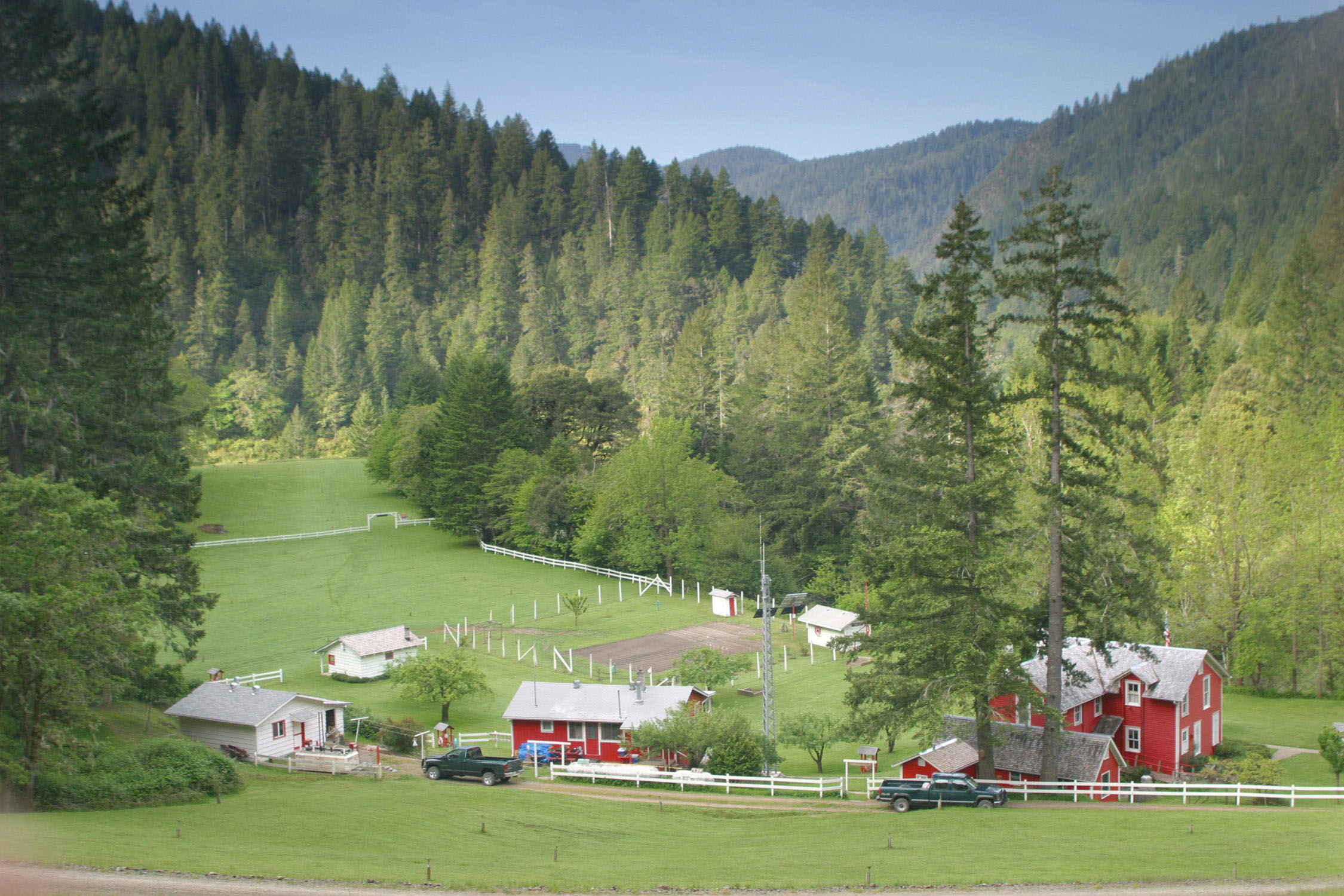
Rogue River Ranch

Die Rogue River Ranch ist ein Farmkomplex aus der Pionierzeit im Curry County im Südwesten von Oregon in den Vereinigten Staaten. Die Ranch liegt auf dem nördlichen Ufer des Rogue Rivers im Rogue River-Siskiyou National Forest. Die ursprünglichen Gebäude wurden von George Billings gebaut. Später wurde das Anwesen an Stanley Anderson verkauft, der die Ranch vergrößerte und zusätzliche Gebäude baute. Das Bureau of Land Management kaufte die Ranch 1970 an. Das Anwesen wird im National Register of Historic Places geführt.

## Geschichte
Archäologische Funde zeigen, dass die Indianer Nordamerikas das Gebiet um die Rogue River Ranch mehr als 9000 Jahre besiedelten. Zunächst siedelten im Tal des Rogue Rivers Menschen, die Takelma sprachen, später kamen athabaskisch sprechende Menschen in das Gebiet. Zwar unterschieden sich ihre Sprachen, beide Gruppen hatten jedoch eine gemeinsame Lebensweise, die auf Fischen, Jagen und Sammeln beruhte. Über Tausende von Jahren hinweg war die Stätte, an der sich heute die Rogue River Ranch befindet, nur ein saisonal genutztes Lager, schließlich entstand ein ständig bewohntes Dorf. Das Leben der Indianer entlang des Rogue Rivers fand ein Ende, als 1856 die Ureinwohner in Reservate im Norden Oregons geschickt wurden.

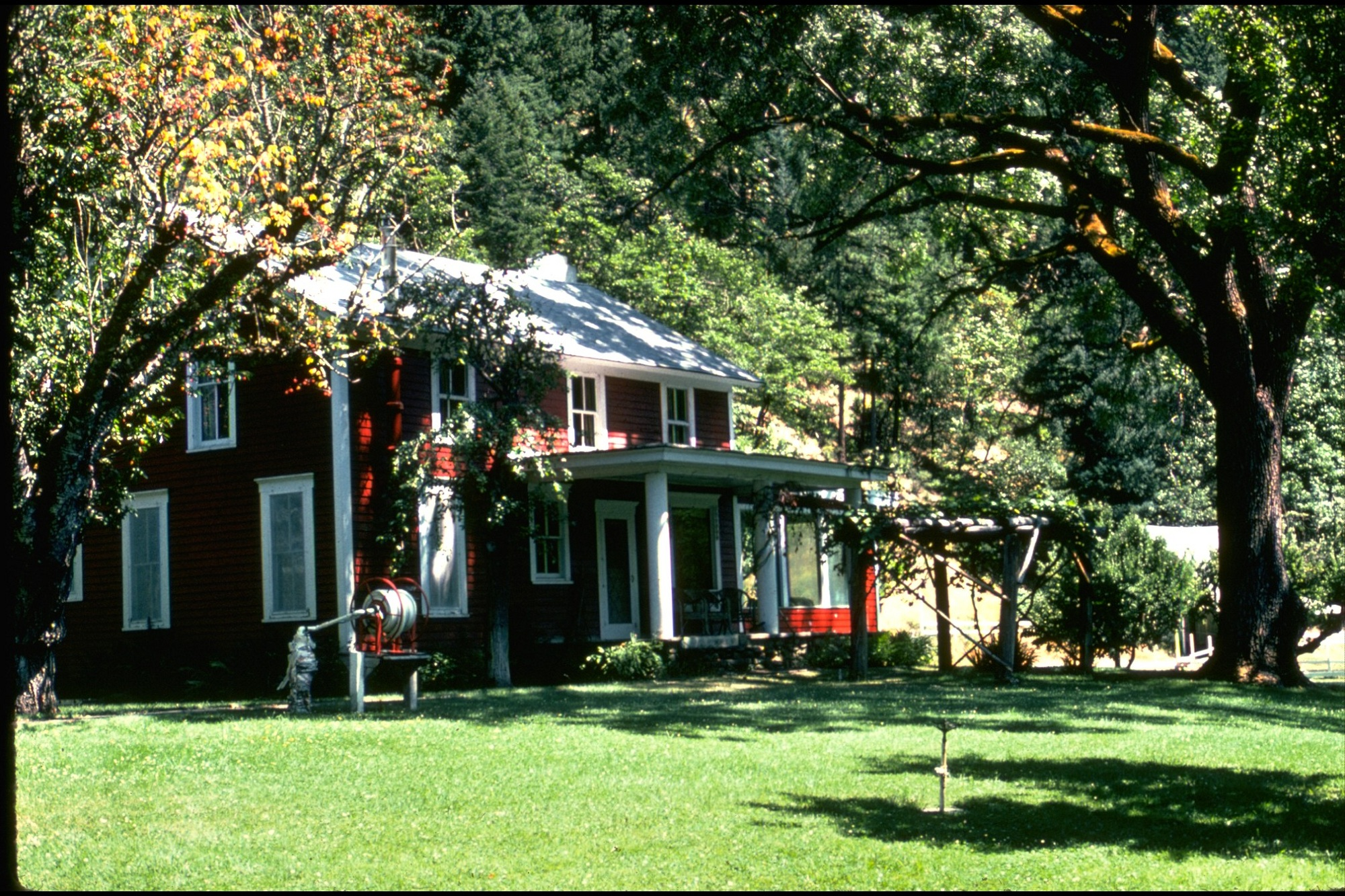
Vorderansicht des Haupthauses der Rogue River Ranch

Im Jahr 1887 machte Tom Billings seine Ansprüche auf ein Stück Land am Nordufer des Rogue Rivers an der Mündung des Mule Creeks nach dem Heimstättengesetz geltend. Im darauffolgenden Jahr übertrug Tom seinen Anspruch auf seinen älteren Bruder George.  Das erste Kind von ihm und seiner Ehefrau Anna, eine Tochter mit dem Namen Marial, kam 1894 zur Welt. Nach dem Namen des Kindes wurde die Siedlung am Mule Creek Marial genannt.
George Billings erbaute 1903 ein großes zweistöckiges Gebäude und gründete in Marial die Billings Trading Company. Außerdem führte er eine Pension für Reisende und Bergleute. Mit der Zeit wurde der Handelsposten das Zentrum des wirtschaftlichen und sozialen Lebens der Einwohner von Marial, die schließlich etwa 100 Köpfe zählte. Billings verkaufte sein Douglas Bar genanntes Eigentum westlich des Mule Creek 1907 an die Red River Mining and Milling Company. Im Folgejahr baute er auf seinem restlichen Besitz eine Scheune, die später als tabernacle bezeichnet wurde. Billings ermöglichte in diesem Gebäude die Abhaltung von Tanzveranstaltungen und Gottesdiensten. Die Red River Mining Company schloss 1912 ihren Betrieb und Billings erwarb das Gelände westlich des Baches zurück. Er verkaufte es 1931 zum Preis von 5000 US-Dollar an Stanley Anderson.

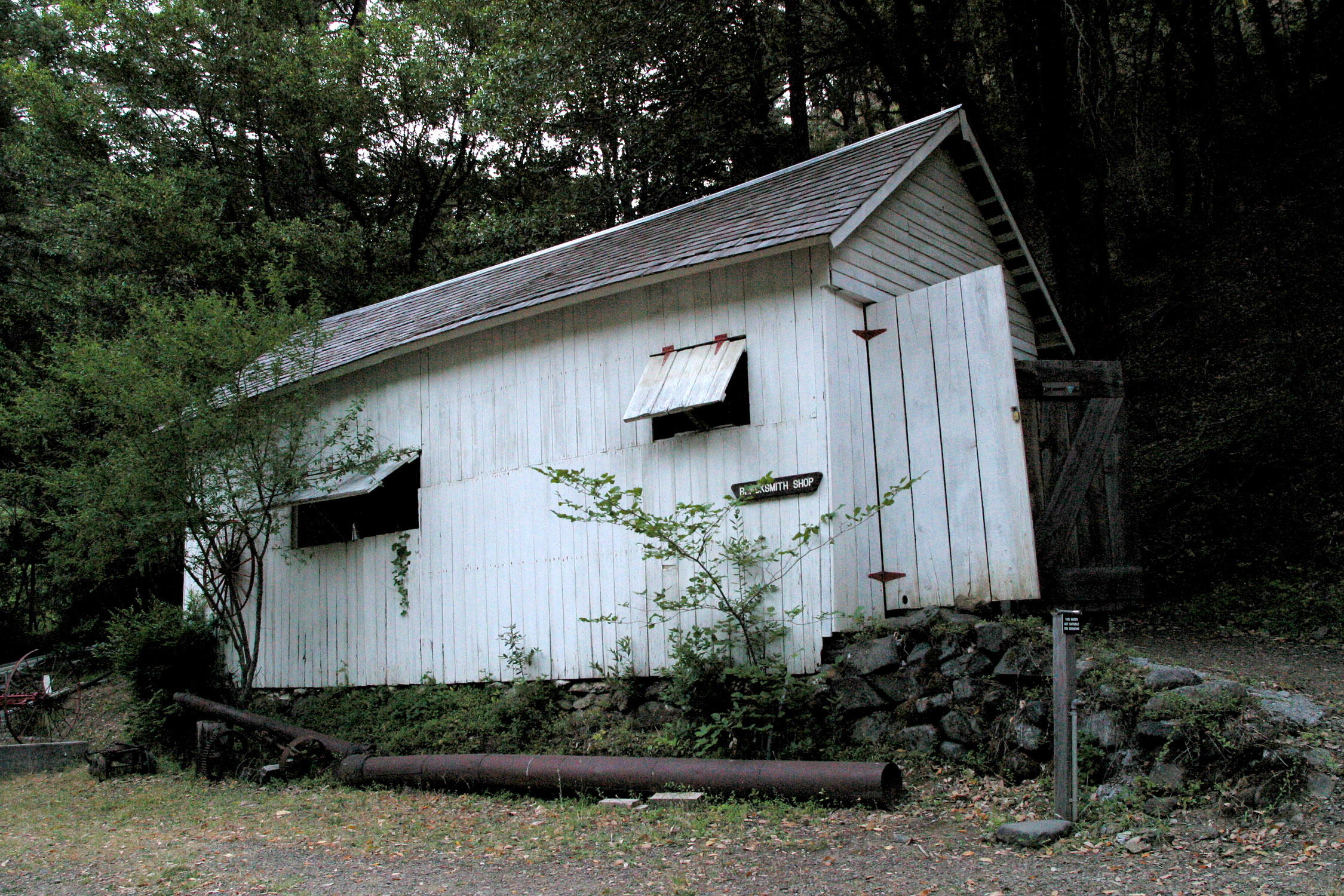
Schmiede

Die Andersons kauften später 130 Acre auf dem der Ranch gegenüberliegenden Ufer dazu. Sie erweiterten das Haupthaus und errichteten ein Wohnhaus für den Verwalter, eine Schlafbaracke, die Schmiede, Pferdezeughaus, Holz- und Lagerschuppen und einen Hühnerpferch. Die Andersons rissen die meisten der alten Bergbaueinrichtungen auf Douglas Bar nieder. Das 1903 eröffnete Postamt wurde 1954 geschlossen. Stanley Anderson strich 1956 das Haupthaus in roter Farbe, die noch heute vorhanden ist. Die Familie Anderson verkaufte die inzwischen 200 Acre umfassende Ranch an die Bundesregierung der Vereinigten Staaten, die im Rahmen des Programmes der National Wild and Scenic Rivers dem Bureau of Land Management die Verantwortung für die Verwaltung des Anwesens übertrug.
Das Bureau of Land Management wandelte das Haupthaus in ein Museum um, das die Geschichte der Ureinwohner, die Geschichte des örtlichen Bergbaus, die Besiedlung durch die Familie Billings und die Entwicklung der Ranch unter der Familie Anderson dokumentiert. Das Museum ist von Mai bis Oktober geöffnet.
Weil die Rogue River Ranch eine wichtige Rolle in der wirtschaftlichen und sozialen Entwicklung der Gegend spielte, wurde sie am 29. Dezember in das National Register of Historic Places aufgenommen. Die Fläche der historischen Ranch beträgt rund 700 Acre, etwa 280 Hektar. Auf dem Areal befinden sich vier beitragende und sechs nicht-beitragende Bauwerke.

## Gebäude

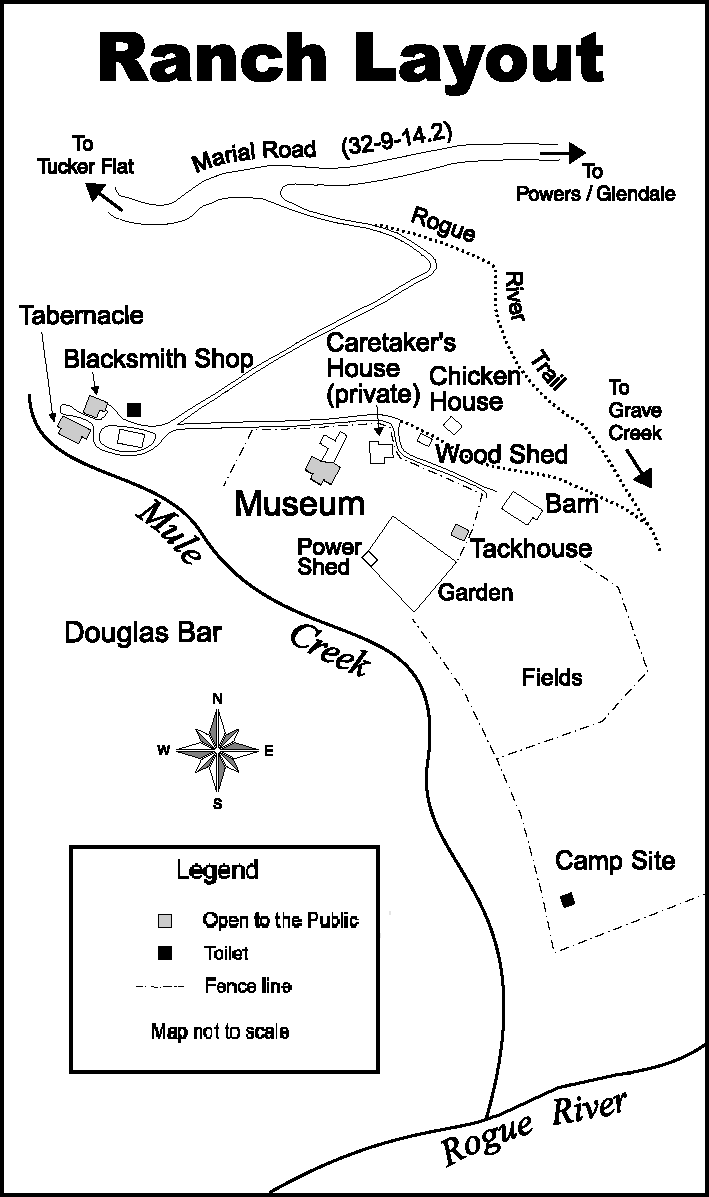
Lageplan der historischen Rogue River Ranch

Für die Öffentlichkeit sind vier Ranchgebäude zugänglich, das Zeughaus, die Schmiedewerkstatt, das Tabernakel und ein Museum im Haupthaus. Das Haus des Hausmeisters, ein großer Stall und mehrere kleinere Farmgebäude sind öffentlich nicht zugänglich.
Das Haupthaus wurde 1903 erbaut und liegt an einem sanften Hang mit Blick auf den Mule Creek. Bei dem Gebäude handelt es sich um ein zweistöckiges in Holzständerbauweise erbautes Haus. Das Bauholz für die Konstruktion wurde aus Ponderosa-Kiefern an der Baustelle per Hand gesägt. Die Seitenverkleidungen wurden mit Werkzeugen auf eine Dicke von unter einem Zentimeter heruntergehobelt. Die Fenstergläser wurden über Land von Portland hergebracht, die Fensterrahmen wurden jedoch auf der Ranch gefertigt. Das Haupthaus hat keinen offenen Kamin, sondern es wird durch einen holzbefeuerten Ofen im Wohnzimmer geheizt.

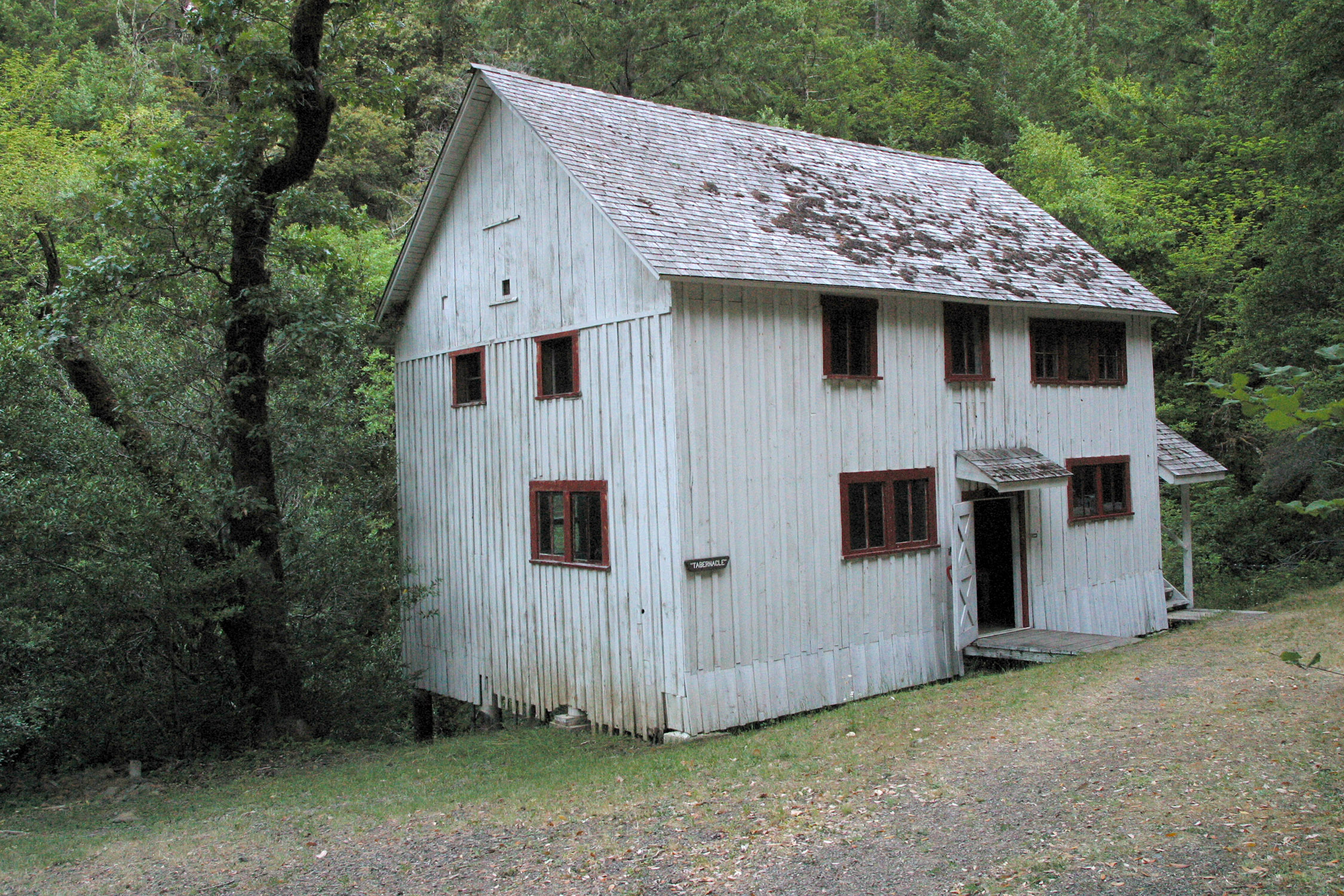
Das sogenannte tabernacle

Bei den anderen Ranchgebäuden handelt es sich ebenfalls um Holzständerbauwerke mit Verschalung durch überlappende Bretter. Das Bureau of Land Management hat 2008 das Zeughaus renoviert. Bei der Rekonstruktion wurden verfaulte Rahmenelemente ersetzt, die das gesamte Bauwerk gefährdeten.

## Lage

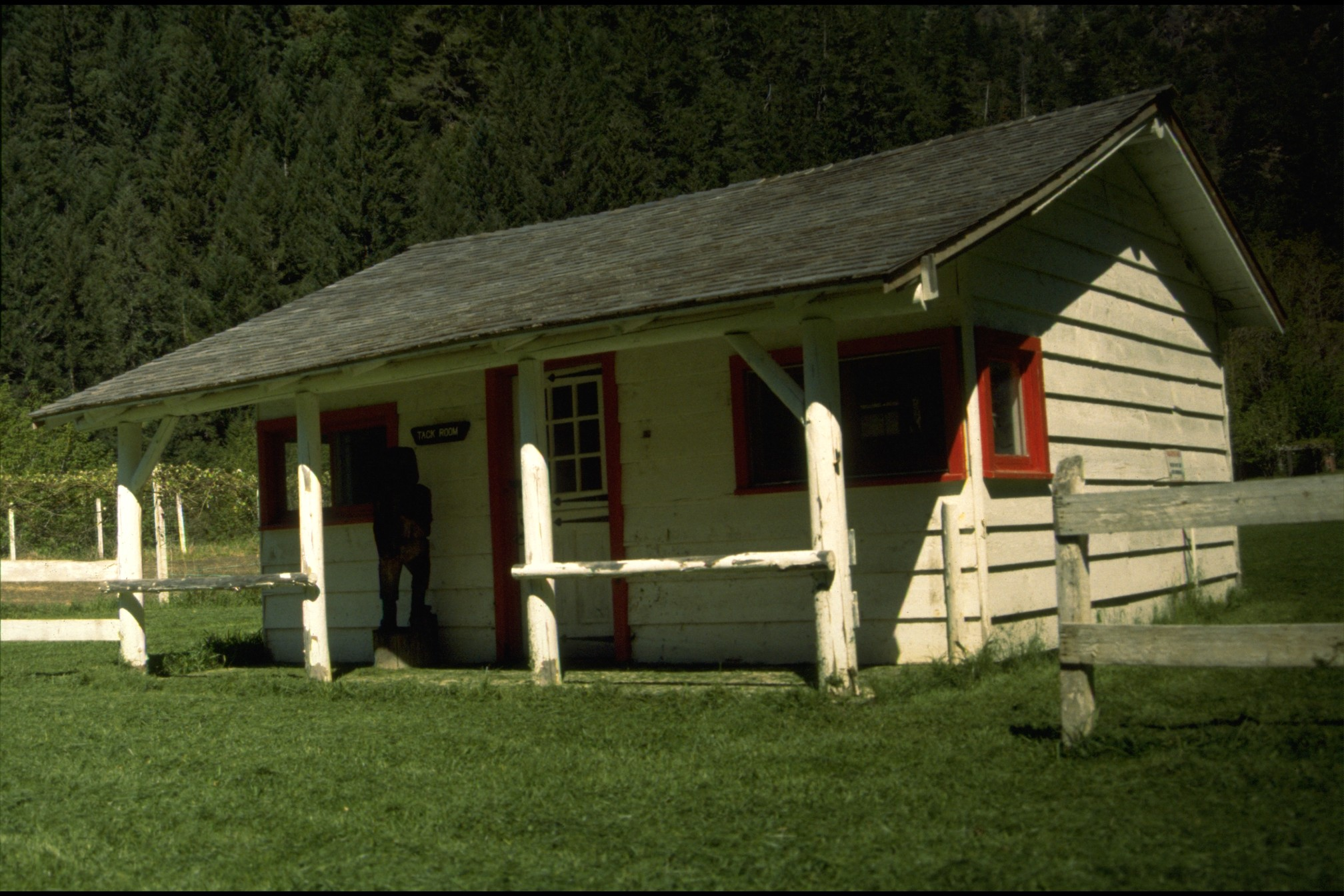
Zeughaus der Ranch

Die Rogue River Ranch National Historic Site befindet sich im Canon des Rogue Rivers im südlichen Oregon. Die Ranch an der Mündung des Mule Creek am nördlichen Ufer des Flusses liegt in einer Höhe von rund 127 Metern über dem Meeresspiegel. Das Anwesen liegt isoliert und ist vom Rogue River-Siskiyou National Forest umgeben. Die Ranch ist ein bedeutender Zwischenstopp in der Wildwassersektion des Rogue River, der als National Wild and Scenic River ausgewiesen ist.
Die Rogue River Ranch liegt 67 km südlich von Glendale; 39 km südöstlich von 24 Powers und 37 km nordöstlich der Siedlung Agness, Oregon. Die Fahrt von jedem dieser Orte dauert mindestens zwei Stunden. Die nächste City ist Grants Pass, etwa 120 km entfernt. Die Ranch kann von der Grave Creek Bridge, die etwa 13 km nördlich von Galice liegt, auch mit dem Boot auf dem Rogue River oder durch die Wanderung auf dem Pfad durch dessen Canon erreicht werden. Die Strecke entlang des Flusses hat eine Länge von rund 35 km und wird von Bootsfahrern in zwei Tagen absolviert, Wanderer nehmen sich meist drei Tage Zeit. Das Bureau of Land Management unterhält an der Mündung des Mule Creeks einen Campingplatz.